# Аль-Рашид (стадіон)
Аль-Рашид (араб. استاد راشد) — багатофункціональний стадіон у Дубаї, Об'єднані Арабські Емірати. В даний час він використовується в основному для футбольних і регбійних матчів. Стадіон вміщає близько 18 000 глядачів. Він служить домашньою ареною для місцевого футбольного клубу «Шабаб Аль-Аглі».

## Історія
Аль-Рашид був побудований в 1948 році і реконструйований та збільшений у 2000 році до нинішньої місткості.
Згодом був однією з арен молодіжного чемпіонату світу з футболу 2003 року та чемпіонату світу з футболу серед юнацьких команд у 2013 році.
Крім того арена приймала у себе кілька ігор товариського турніру Dubai Challenge Cup, який проводиться з 2007 року, за участю іменитих європейських клубів. У 2009, 2011 та 2012 роках це змагання складалося з одного матчу, проведеного на стадіоні Аль-Рашид. У всіх трьох переміг італійський «Мілан», а його суперниками відповідно були німецький «Гамбург», місцевий «Аль-Аглі» і французький ПСЖ.
У січні 2019 року стадіон приймав матчі Кубка Азії з футболу 2019 року. Місткість стадіону на цьому змагання буде 12000 глядачів.